# توماس كوستا
توماس كوستا (بالإسبانية: Tomás Costa)‏ (30 يناير 1985 سانتا في الأرجنتين - ) هو لاعب كرة قدم أرجنتيني يلعب كلاعب وسط.

## روابط خارجية
- توماس كوستا على موقع قاعدة بيانات كرة القدم.إي يو (الإنجليزية)
- توماس كوستا على موقع Soccerway.com (الإنجليزية)
- توماس كوستا على موقع عالم كرة القدم.نت (الإنجليزية)
- توماس كوستا على موقع AS.com (الإسبانية)